# Demetri de Bizanci
Demetri de Bizanci  (en llatí Demetrius, en grec antic Δημητριος) fou un historiador grec autor de dues obres esmentades per Diògenes Laerci, una sobre l'emigració dels gals d'Europa a Àsia en tretze llibres i una altra sobre Ptolemeu II Filadelf i Antíoc I Sòter i de la seva administració de Líbia.
Segons es dedueix de les seves obres devia ser contemporani dels fets i va viure al segle iii aC. És probablement el mateix personatge que el Demetri de Bizanci esmenta com a deixeble de Critó de Piera que va escriure un llibre anomenat περί ποιητῶν (o τερί ποιημάτων) en quatre volums, citat per Ateneu, i dues altres obres trobades a Herculà: περί τινῶν συψητηθέντων δίαιταν i περὶ τᾶς Πολυαίνου ἀπορίας.
A més, no és impossible que aquest filòsof pugui ser el mateix que el que va intentar dissuadir a Cató d'Utica de suïcidar-se, segons Plutarc.